# L'Orchestre rouge (série télévisée)
Pour les articles homonymes, voir Orchestre rouge (homonymie).
L'Orchestre rouge (en russe : Krasnaya kapella, Красная капелла) est une série télévisée russe en seize épisodes d'Alexandre Aravine, diffusée en 2004,.

## Synopsis
Le film relate l'histoire du réseau de résistance du même nom.

## Fiche technique
- Titre : L'Orchestre rouge
- Production : Riga Film Studio
- Réalisation : Alexandre Aravine
- Scénario : Andrei Gorlov
- Musique : Aleksandr Zatsepine
- Photographie : Vladimir Bachta
- Son : Vladimir Nefedov
- Costumes : Ludmila Gaintseva
- Montage : Lydia Volokhova
- Date de sortie : 2004

## Distribution
- Andreï Iline : Leopold Trepper/Otto
- Alexeï Gorbounov : Karl Giring
- Elena Ksenofontova : Helen Sorel
- Dmitri Nazarov : Leon Großvogel
- Michèle Mercier : Helen vieille
- Uldis Dumpis : chef de Karl Giring
- Sergueï Iuchkevitch : Anatoli Gourevitch/Kent
- Marina Moguilevskaïa : Margaret, femme de Kent
- Valentin Smirnitski : Schaft
- Lilita Ozoliņa : Mme Nuayer
- Arnis Līcītis : général à Moscou
- Ģirts Jakovļevs : médecin de Karl Giring
- Pēteris Gaudiņš : officier
- Daniel Briquet : Kent vieux
- Aurēlija Anužīte : Emma, femme de Leon Großvogel
- Ilya Chakounov : Carlos Alamo
- Kirill Pirogov : Hillel Katz
- Valentin Varetski : Berg
- Ilya Liubimov : Henri Gino, artiste
- Andreï Merzlikine : Michel, membre du PCF
- Sergueï Garmach : Reinhard Heydrich
- Aleksandr Galko : Mikhail Ivanovich, officier du renseignement à Moscou
- Aleksandr Tiutine : officier du renseignement à Moscou
- Aleksandr Sirine : Hersch Sokol
- Pauls Butkēvičs : Carl Langbehn
- Mārtiņš Vilsons : Kleist, homme d'affaires de Berlin
- Varis Vētra : Henri Robinson
- Romualds Ancāns : serveur dans un restaurant